# Callipogon barbiflavum
Callipogon barbiflavum är en skalbaggsart som först beskrevs av Louis Alexandre Auguste Chevrolat 1864.  Callipogon barbiflavum ingår i släktet Callipogon och familjen långhorningar.
Artens utbredningsområde är:
- Bahamas.
- Kuba.

Inga underarter finns listade.